# Arondismentul Douai
Arondismentul Douai (în franceză Arrondissement de Douai) este un arondisment din departamentul Nord, regiunea Nord-Pas-de-Calais, Franța.

## Subdiviziuni

### Cantoane
- Cantonul Arleux
- Cantonul Douai-Nord
- Cantonul Douai-Nord-Est
- Cantonul Douai-Sud
- Cantonul Douai-Sud-Ouest
- Cantonul Marchiennes (Masenne)
- Cantonul Orchies (Oorschie)

### Comune
| 1. Aix (59004)                | 2. Anhiers (59007)                 | 3. Aniche (59008)                   | 4. Arleux (59015)             |
| 5. Auberchicourt (59024)      | 6. Aubigny-au-Bac (59026)          | 7. Auby (59028)                     | 8. Auchy-lez-Orchies (59029)  |
| 9. Beuvry-la-Forêt (59080)    | 10. Bouvignies (59105)             | 11. Bruille-lez-Marchiennes (59113) | 12. Brunémont (59115)         |
| 13. Bugnicourt (59117)        | 14. Cantin (59126)                 | 15. Courchelettes (59156)           | 16. Coutiches (59158)         |
| 17. Cuincy (59165)            | 18. Dechy (59170)                  | 19. Douai (59178)                   | 20. Erchin (59199)            |
| 21. Erre (59203)              | 22. Esquerchin (59211)             | 23. Estrées (59214)                 | 24. Faumont (59222)           |
| 25. Fenain (59227)            | 26. Flers-en-Escrebieux (59234)    | 27. Flines-lez-Raches (59239)       | 28. Fressain (59254)          |
| 29. Féchain (59224)           | 30. Férin (59228)                  | 31. Goeulzin (59263)                | 32. Guesnain (59276)          |
| 33. Hamel (59280)             | 34. Hornaing (59314)               | 35. Lallaing (59327)                | 36. Lambres-lez-Douai (59329) |
| 37. Landas (59330)            | 38. Lauwin-Planque (59334)         | 39. Lewarde (59345)                 | 40. Loffre (59354)            |
| 41. Lécluse (59336)           | 42. Marchiennes (59375)            | 43. Marcq-en-Ostrevent (59379)      | 44. Masny (59390)             |
| 45. Monchecourt (59409)       | 46. Montigny-en-Ostrevent (59414)  | 47. Nomain (59435)                  | 48. Orchies (59449)           |
| 49. Pecquencourt (59456)      | 50. Raimbeaucourt (59489)          | 51. Rieulay (59501)                 | 52. Roost-Warendin (59509)    |
| 53. Roucourt (59513)          | 54. Râches (59486)                 | 55. Saméon (59551)                  | 56. Sin-le-Noble (59569)      |
| 57. Somain (59574)            | 58. Tilloy-lez-Marchiennes (59596) | 59. Villers-au-Tertre (59620)       | 60. Vred (59629)              |
| 61. Wandignies-Hamage (59637) | 62. Warlaing (59642)               | 63. Waziers (59654)                 | 64. Écaillon (59185)          |